# لوسیان روکبر
لوسیان روکبر (فرانسوی: Lucien Roquebert‎; ۱۲ ژانویهٔ ۱۸۹۰ – ۸ فوریهٔ ۱۹۷۰) دوچرخه‌سوار اهل فرانسه بود.